# ثرامة
ثُرَامَة (الاسم العلمي: Hygrophorus)، جنس فطور كاملة التركيب من فصيلة الثراميات وتُسمى الفصيلة في المملكة المتحدة «الفطور الخشبية» أو «الأغطية الشمعية» (مع أنواع Hygrocybe) في أمريكا الشمالية. تضم 100 نوع منتشرة في جميع أنحاء العالم. تعيش على المواد النباتية المنحلة في المواقع الرطبة. تتميز ببوغها الأبيض اللون وبأطراسها الشفافة المعتدلة التقارب. بعض أنواعها دبق الارسوسة والساق. أنواع قليلة منها صالحة للأكل ويتم جمعها واستهلاكها محليًا (تُباع أحيانًا في الأسواق) في إسبانيا وأوروبا الشرقية والصين وبوتان وأمريكا الوسطى.

## الأنواع
بعض الأنواع:
- ثرامة عاجية
- ثرامة الحراج